# 39 刑法第三十九条
『39 刑法第三十九条』（さんじゅうきゅう けいほうだいさんじゅうきゅうじょう）は、1999年に製作された日本映画。主演は鈴木京香と堤真一の二人である。

## 概要
日本の刑法は39条において、心神喪失者を責任無能力として処罰せず、また、心神耗弱者を限定責任能力としてその刑を減軽することを定めている（詳細は責任能力を参照のこと）。
特に心神喪失と認定されると不起訴になるか、起訴されても無罪となるということに関しては、社会的に抵抗感を抱く向きもあり、本作もこの点に対し問題提起している。
「銀残し」による陰鬱な色彩や不安感を煽る構図、ベテラン俳優陣の抑制の効いたリアルな演技など、個性の強い演出が際立つ。
第49回ベルリン国際映画祭コンペ部門正式出品作品。
なお、本作品を最後に、松竹系の邦画上映館であった丸の内松竹（有楽町マリオン新館5階）は館名を丸の内プラゼールと改称した。

## ストーリー
夫と妊娠中の妻が刃物で惨殺されるという猟奇的な殺人事件が発生した。警察は現場に落ちていた舞台のチケットから犯人を劇団員の柴田真樹（演：堤真一）と断定、劇場で一人芝居を公演中であった柴田を逮捕した。
柴田の国選弁護人に任命された弁護士の長村時雨（演：樹木希林）は、おとなしかった柴田の表情が、突然人が変わったように凶悪に変貌するのを目撃する。法廷でも突然意味不明の言葉を発する柴田に、長村は精神鑑定を請求した。
精神鑑定人に選任されたのは精神科教授の藤代実行（演：杉浦直樹）。藤代は教え子の小川香深（演：鈴木京香）に助手を依頼する。藤代は精神鑑定の結果、柴田は解離性同一性障害（多重人格）で、犯行時は解離状態であったと鑑定する。心神喪失者の行為は「刑法第39条」によって罰せられない定めだ。しかし、香深は藤代とは別の仮説を立てて関係者たちを調べ始めた。
被害者の畑田修には過去に婦女暴行と殺人の経歴があった。15歳の頃に小学一年生の少女を惨殺したが、心神喪失を認められて罪を免れ、社会復帰していたのだ。被害者の兄である工藤啓輔を探し当てる香深。だが啓輔は、今回の事件に興味がないと言い張った。
工藤啓輔として生活している男は偽物だと見抜く香深。被告の柴田真樹こそ工藤啓輔に違いない。他人の戸籍を手に入れる為に、啓輔は巧妙に長い時間をかけ、多重人格に関する精神医学書を読み漁ったのだ。
公判での公開の精神鑑定を申請する香深。日本初の多重人格を扱う裁判として、被告の柴田(工藤啓輔)の鑑定が始まった。啓輔には正常な判断力があり、そもそも妊婦を虐殺する人間ではないことを証明する香深。啓輔が敢えて逮捕された目的は、刑法第39条で罪を免れることではなく、第39条の不条理を告発する為だったのだ。

## キャスト
- 小川香深：鈴木京香
- 柴田真樹：堤真一
- 名越文雄：岸部一徳
- 小川祐子：吉田日出子
- 工藤実可子：山本未來
- 工藤啓輔（砂岡明）：勝村政信
- ホームレスの手塚：笹野高史
- 中村刑事：竹田高利
- 畑田修：入江雅人
- 畑田恵：春木みさよ
- 館林刑事：菅原大吉
- 少年 工藤啓輔：大地泰仁
- 少年 畑田修：南イサム
- 少女 実可子：浅井美歌
- 啓輔の妹 温子：吉谷彩子
- 啓輔の母 美幸：川村一代
- 少年 柴田真樹：吉田勇己
- 岩城先生：佐藤恒治
- 精神病院の看護婦：小林トシ江
- 犬山の弁護士：磯部弘
- 劇団員 野上頼子：土屋久美子
- 裁判長：田村忠雄
- 漁村の村松：井上博一
- 犬山の警官：ラッキィ池田
- 柴田利光：國村隼
- 長村時雨：樹木希林
- 草間道彦：江守徹
- 藤代実行：杉浦直樹

## スタッフ
- 原作：永井泰宇（角川書店刊）
- 監督：森田芳光
- 脚本：大森寿美男
- 音楽：佐橋俊彦
- 企画・原案：鈴木光、大森寿美男
- 企画・製作：鈴木光
- 製作：幸甫
- プロデューサー：三沢和子、山本勉、田沢連二
- 音楽プロデューサー：裕木陽
- 撮影：高瀬比呂志
- 照明：小野晃
- 録音：橋本文雄
- 美術：小澤秀高
- 編集：田中愼二
- スクリプター：森永恭子
- キャスティング：名須川伸吾
- 助監督：杉山泰一
- 製作担当：氏家英樹
- 製作主任：橋本靖
- 協力：中谷陽二（医学博士）
- 製作：光和インターナショナル、松竹
- 配給：松竹

## 受賞
- 第23回日本アカデミー賞
  - 優秀脚本賞（大森寿美男）
  - 優秀主演女優賞（鈴木京香）
  - 優秀録音賞（橋本文雄）
- 第54回毎日映画コンクール
  - 監督賞（森田芳光）
  - 日本映画優秀賞
- 第73回キネマ旬報ベスト・テン
  - 主演女優賞（鈴木京香）
  - 日本映画ベスト・テン・第3位
  - 読者選出日本映画ベスト・テン・第5位
- 第42回ブルーリボン賞
  - 主演女優賞（鈴木京香）
- 第21回ヨコハマ映画祭
  - 監督賞（森田芳光）
  - 脚本賞（大森寿美男）
  - 作品賞
  - 日本映画ベストテン・第1位

## 映像ソフト
- 2000年4月21日に、VHSが松竹ホームビデオより発売されているが絶版となっている。
- DVDが2002年8月25日にバンダイビジュアルより発売されている。
- Amazonプライムビデオにて視聴可能